# HD 153053
HD 153053，又名CP-54 7947，SAO 244338、HR 6297，是一颗恒星，视星等为5.65，位于銀經334.05，銀緯-7.52，其B1900.0坐标为赤經16h 51m 58.7s，赤緯-54° -7.52′ 30″。